# Herman Odelberg (industriman)
Herman Odelberg, född 27 december 1731, död 15 januari 1783, var en svensk bergmästare, industriman och assessor i bergskollegium. Herman Odelberg räknades på 1700-talets mitt till en av Sveriges främsta experter på kopparsmältning.

## Liv och verk
Fadern var brukspatronen Johan Olofsson (1708-1758) och modern var Margareta Krämer. Herman Odelberg intresserade sig tidigt för naturvetenskap och teknik. Bara 19 år gammal  förordnades Odelberg 1751 som disponent för Ädelfors guldverk. År 1762 blev Odelberg chef för gruvdriften vid Åtvidabergs koppargruvor. Han gjorde den tidigare nedlagda gruvan lönsam igen och utvecklade smältningsprocessen samt blev en av landets främsta experter på kopparsmältning. Den hytta som Odelberg hade konstruerad betecknades visserligen som ”den dyrbaraste och kosteligaste” i Sverige, men enligt Odelberg skulle den ge stora besparingar och bättre kopparutfall. Efter tiden på Åtvidaberg började han som inspektör av olika kopparverk runtom i Sverige. Sina verksbesök sammanfattade han i en resejournal och i en instruktion för bland annat  gruvdrift, bokföring och magasinshandel.
Herman Odelberg hade även flera egna företag och efter faderns död 1758 kunde han förvärva gruvor och egendomar i Östergötland. I maj 1770 fick han bergmästares titel och i februari 1778 utnämndes han till assessor i bergskollegium. Genom sin utnämning var han tvungen att flytta närmare Stockholm för att kunna regelbundet delta i kollegiets sammanträden. Han sålde sin egendom i Östergötland och köpte 1780 säteriet Enskede gård söder om Stockholm. Därmed började en lång period där släkten Odelberg utvecklade Enskede gård till ett mönsterjordbruk, ett av Sveriges mest inkomstbringande och en av traktens största arbetsplatser. Släkten Odelbergs namn lever kvar i Odelbergsvägen i stadsdelen Enskede gård.